# Rinca
Rinca či též Rintja je ostrov v indonéské provincii Východní Nusa Tenggara. Z geografického hlediska Rinca spadá do souostroví Malé Sundy. Ostrov je známý výskytem varana komodského (Varanus komodoensis), proto je spolu se sousedním o něco větším ostrovem Komodo součástí Národního parku Komodo.
Rozloha ostrova je 198 km². Žije zde zhruba 1000 obyvatel, největším sídlem je Kampung Rinca na severovýchodě ostrova. Turisty je ostrov méně navštěvovaný než známější Komodo.

Ostrovy Komodo (uprostřed) a Rinca (mezi Komodem a západním pobřežím ostrova Flores napravo)

## Galerie

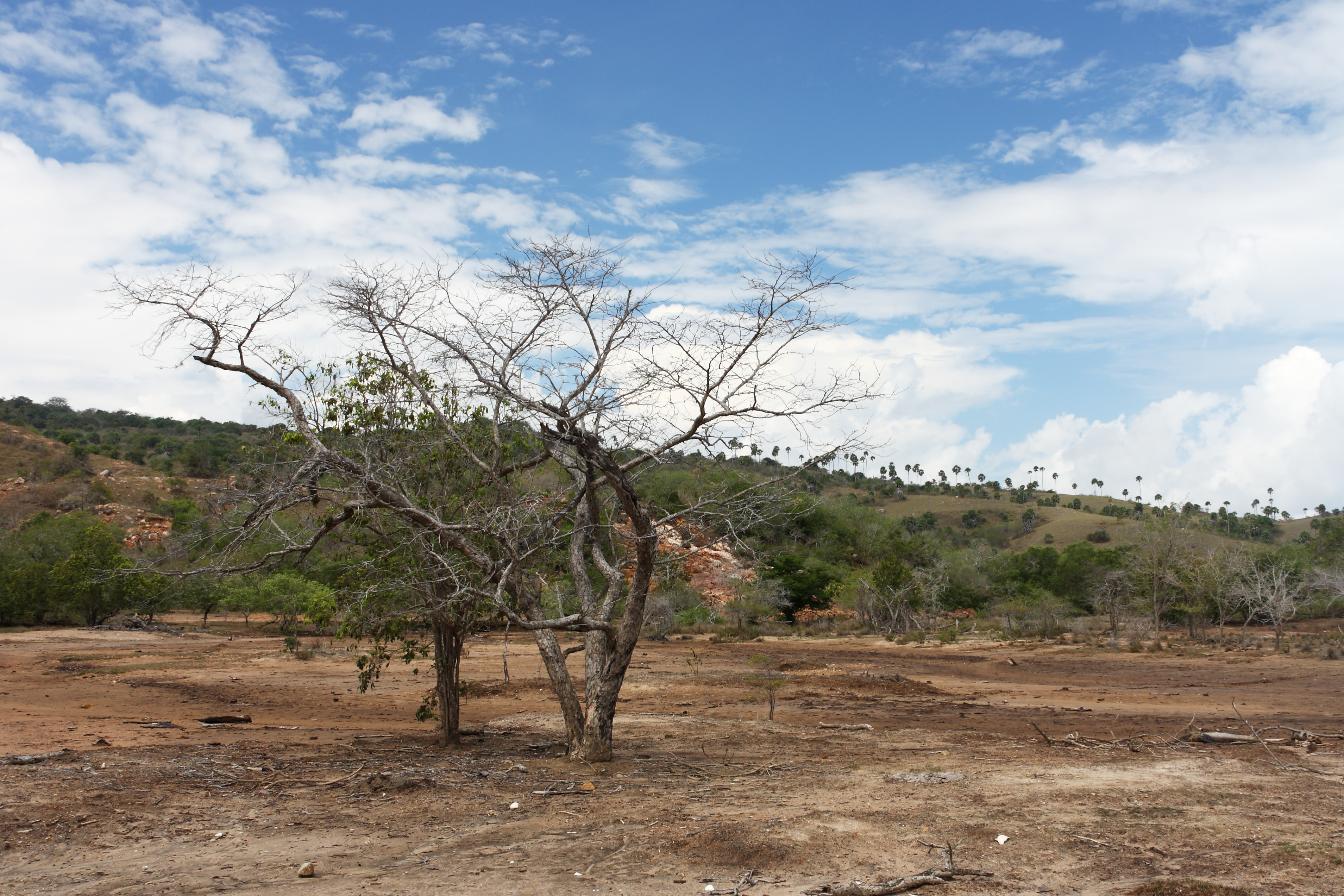
Období sucha
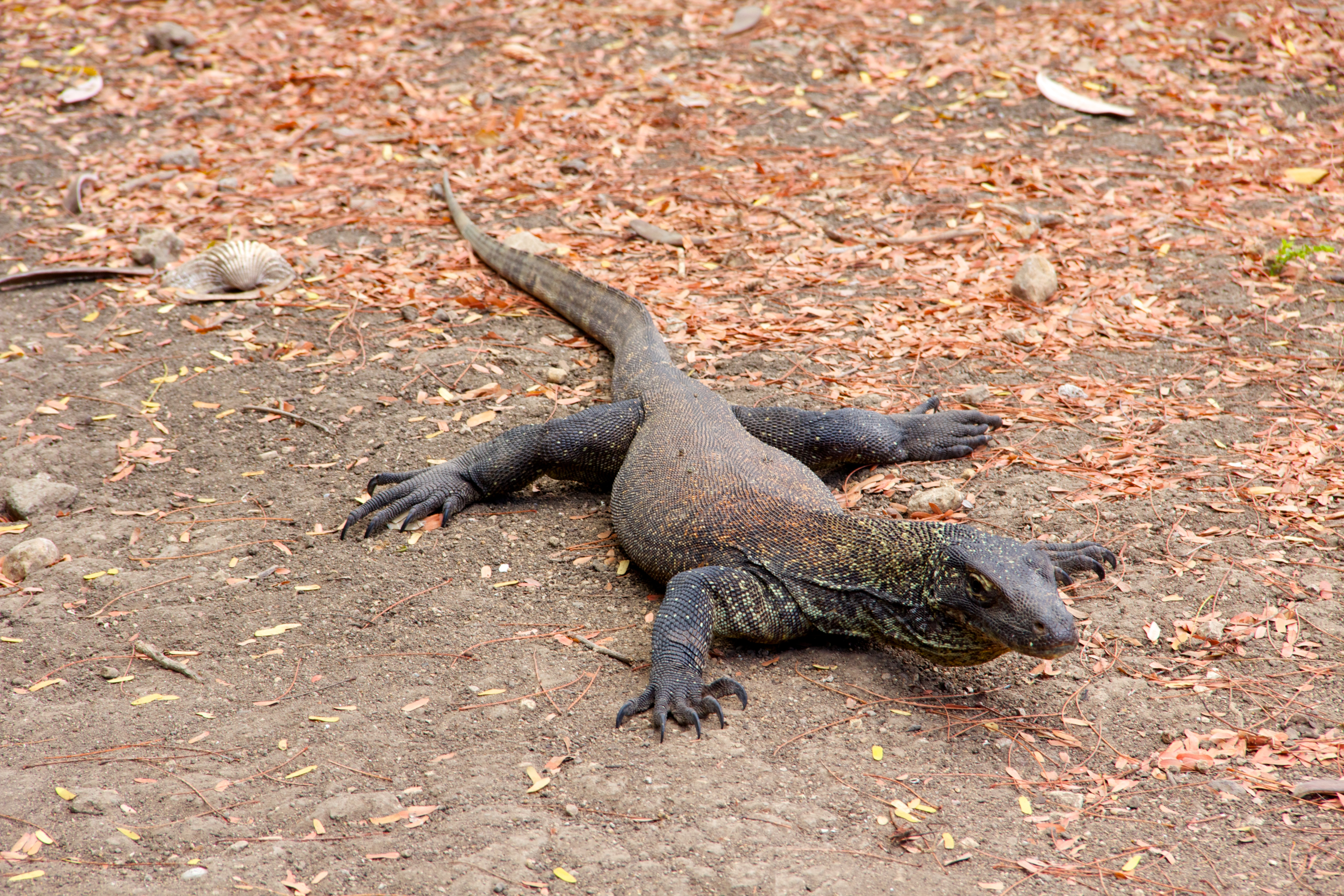
Mladý varan komodský
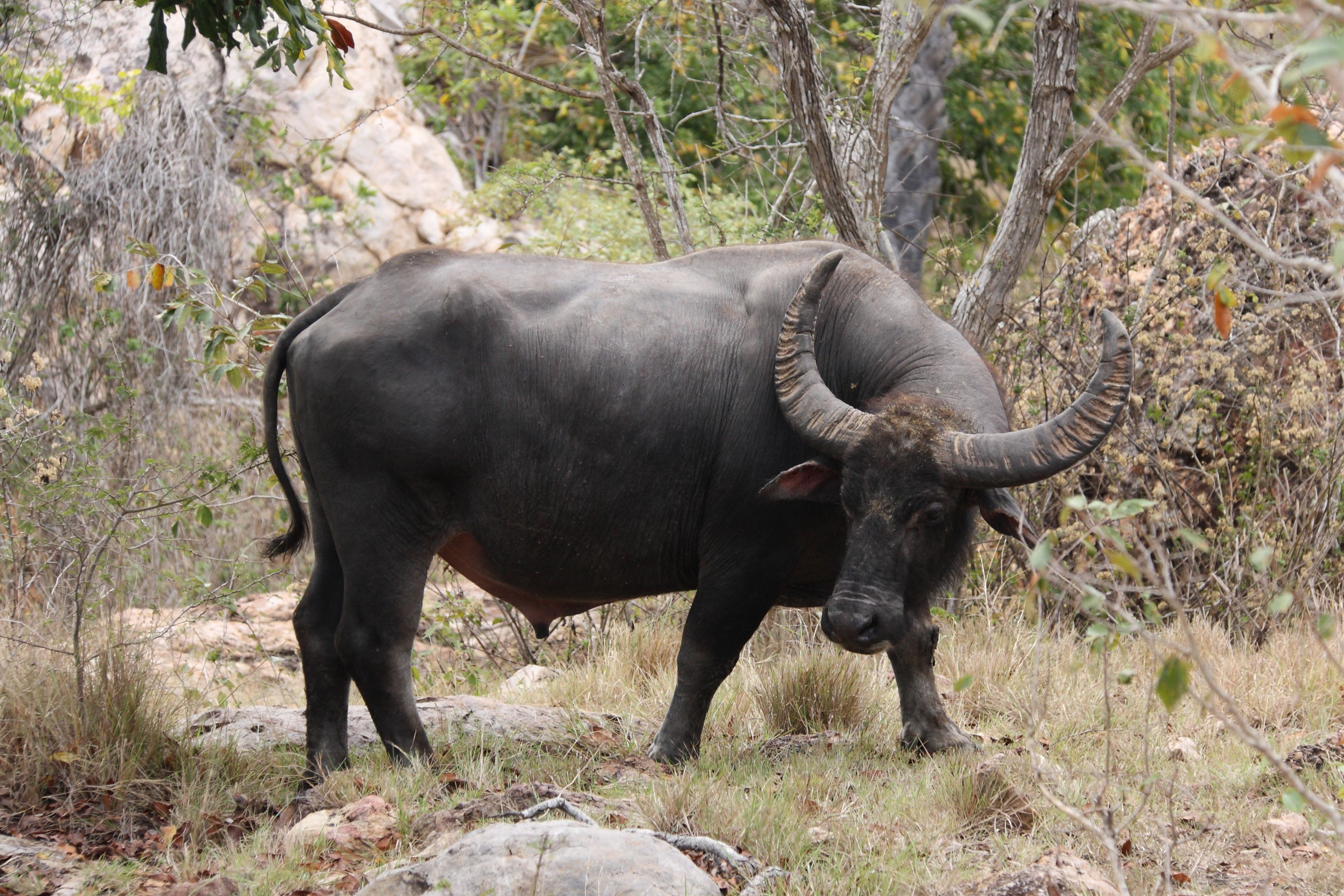
Buvol domácí
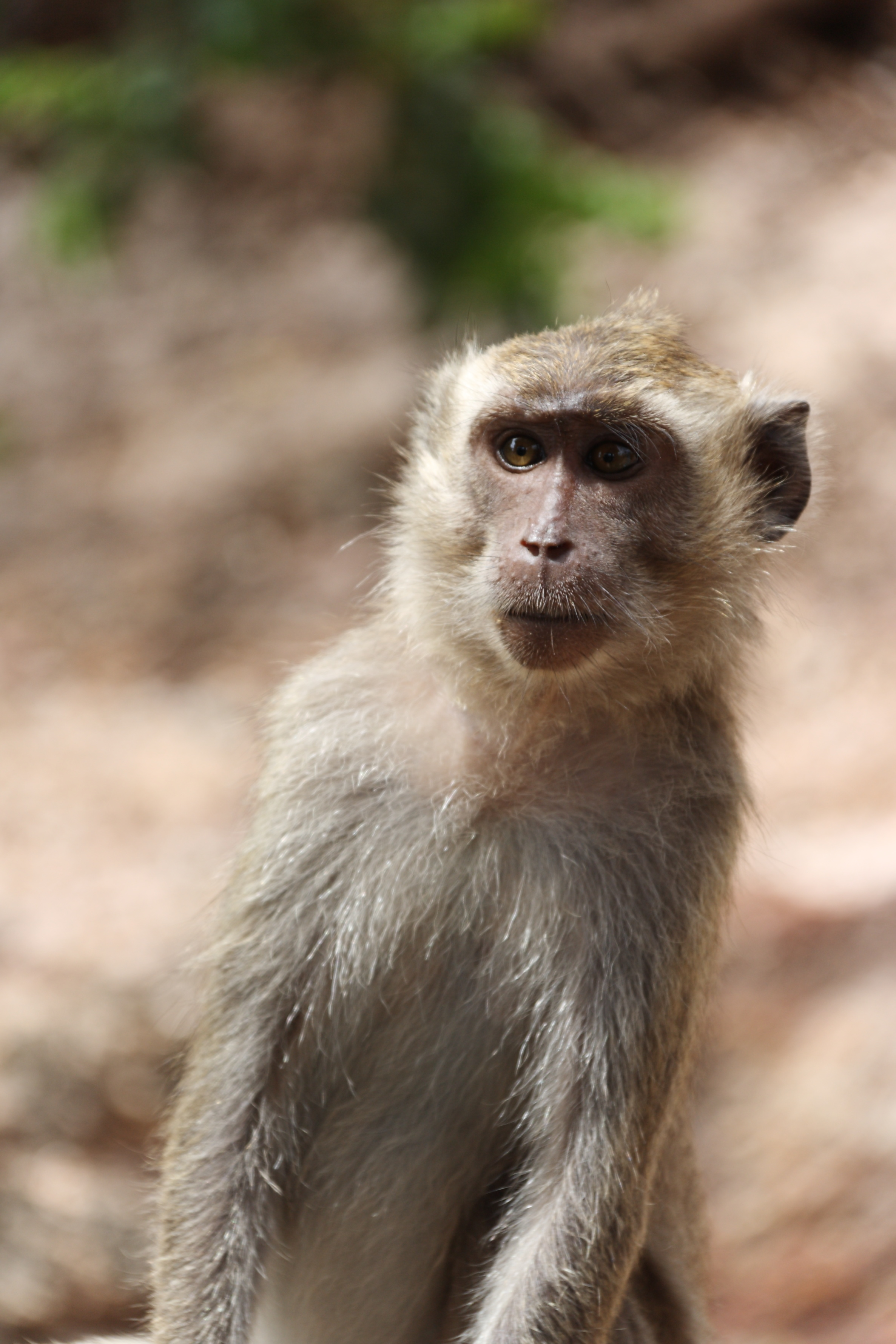
Makak jávský
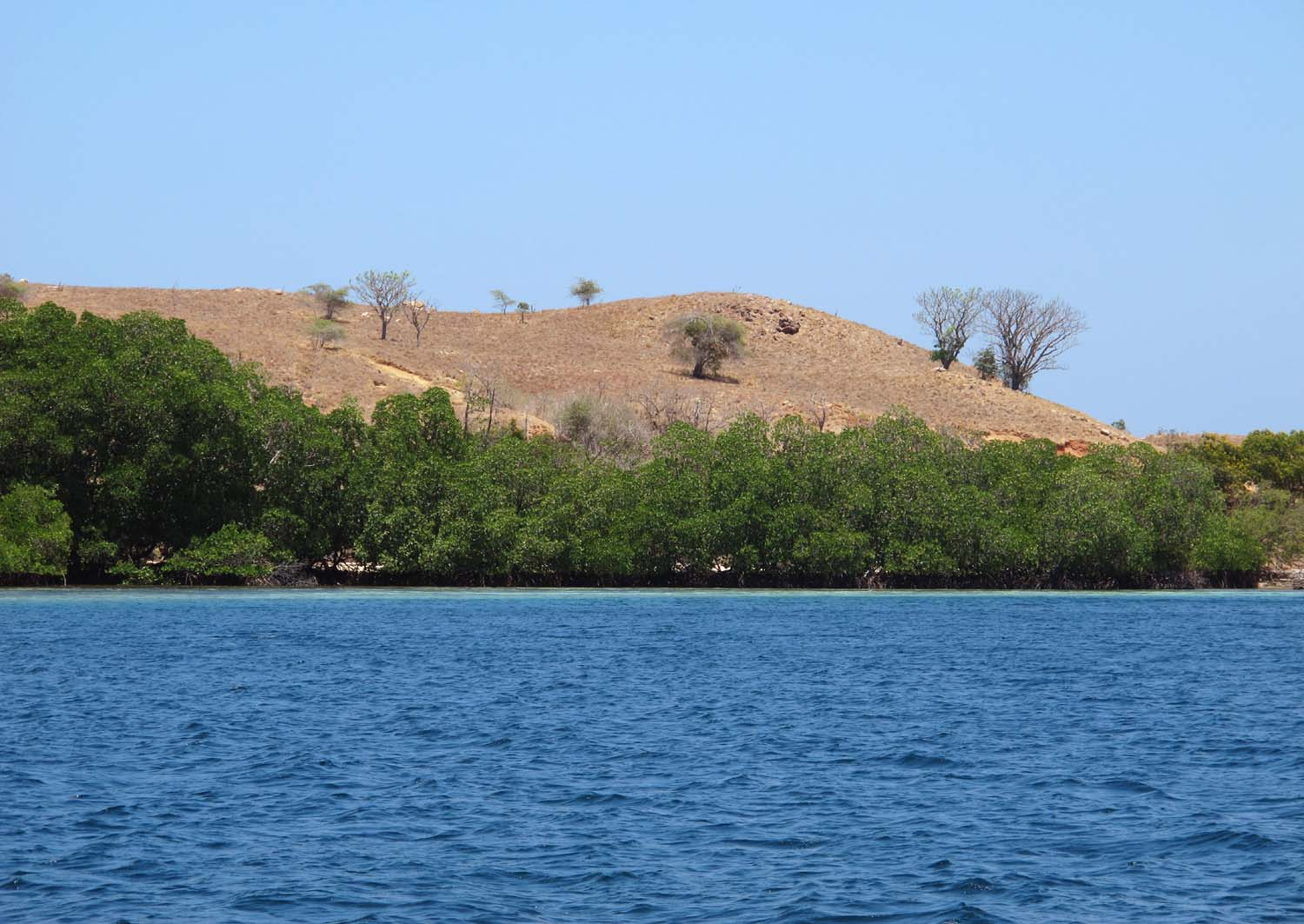
Pobřeží ostrova